# Радник в сфері державних закупівель
«Радник в сфері державних закупівель» (рус. «Советник в сфере государственных закупок») — усеукраїнський професійний юридичний журнал для замовників та учасників торгів, контролюючих органів та юристів-практиків у сфері державних закупівель.
Журнал виходить щомісячно з 2011 року. Передплатний індекс: 89613.

## Мета і тематична спрямованість журналу
1. Інформування про зміни законодавства у сфері державних закупівель.
2. Надання практичних рекомендації досвідчених юристів.
3. Поради щодо захисту своїх прав під час перевірок контролюючих органів у сфері державних закупівель.
4. Аналіз нормативних актів і роз’яснень Міністерства економічного розвитку і торгівлі України та коментарі до них.
5. Огляд рішень Антимонопольного комітету України, контролюючих органів та судів, що стосуються практики здійснення державних закупівель.
6. Інтерв’ю з керівництвом Державної казначейської служби України, Державної фінансової інспекції України, учасниками робочих груп з розробки законопроектів у сфері державних закупівель тощо.
7. Останні новини та події у сфері державних і комерційних закупівель.

## Історія

### 2011 р.
Засновано журнал «Радник в сфері державних закупівель» та розпочато щомісячне видання друкованого журналу.
Редакція розпочинає проводити щомісячне навчання спеціалістів у сфері державних закупівель.
Започатковано надання письмових консультацій замовникам та учасникам торгів на вебсайті журналу, а також усних консультацій безпосередньо в редакції.

### 2012 р.
Редакція журналу розпочинає співпрацювати з Міжнародним інститутом бізнес-освіти Київського національного економічного університету імені Вадима Гетьмана з метою спільного навчання та підвищення кваліфікації спеціалістів у сфері державних закупівель.
Створено «гарячу лінію» для консультацій з питань правильності проведення та участі в державних закупівлях.

### 2013 р.
Розпочала функціонувати програма «Радник Інфо», в якій розміщено всі випуски журналу з 2011 по 2013 рік, а також усі запитання та відповіді, які ставили та продовжують ставити читачі на сайті журналу. Програма передбачає щомісячне оновлення та завантаження нових випусків журналу  (свідоцтво про реєстрацію авторського права на твір (комп’ютерна програма «Радник Інфо») № 55134 від 03.06.2014).

### 2014 р.
Редакція журналу організовує щомісячні семінари для навчання учасників та замовників порядку проведення та участі в процедурах державних закупівель, на яких лекторами є представники Міністерства економічного розвитку і торгівлі України, Державної казначейської служби України, ДП «Зовнішторгвидав України», учасники робочої групи з розробки проекту закону України «Про здійснення державних закупівель» від 10.04.2014 № 1197-VII.
Розроблено методичне видання «Практичний посібник в сфері державних закупівель для учасників та замовників торгів», в якому зібрано актуальні закони, постанови, накази, нові форми документів у сфері державних закупівель, роз’яснення та листи інформативного характеру Мінекономрозвитку з коментарями експертів журналу, роз’яснення Мінекономрозвитку, надані на запити редакції, покроковий порядок проведення процедур закупівель та іншу корисну інформацію.
Редакція проводить щомісячні, безкоштовні для всіх охочих, вебінари, на яких доповідачі розкривають питання правильності проведення процедур закупівель.
Відкрито напрям захисту інтересів замовників та учасників процедур закупівель при оскарженні дій та рішень замовників в Антимонопольному комітеті України.

### 2015 р.
Розпочато безкоштовний для всіх замовників проект «Допомога замовникам у проведенні державних закупівель», у межах якого редакція проводить моніторинг оприлюднених документів на вебпорталі Уповноваженого органу на предмет правильності їх підготовки та наявність дискримінаційних вимог до учасників

## Громадянська позиція
1. З метою зміцнення обороноздатності України експерти редакції журналу надають безкоштовну допомогу військовим частинам України для ефективного здійснення державних закупівель, а також безоплатні консультації з питань державних закупівель.
2. Для підвищення рівня професійності членів комітету з конкурсних торгів при проведенні процедур державних закупівель редакція здійснює безкоштовне навчання у формі вебінарів, на яких відбувається розгляд найбільш актуальних тем та безкоштовно надаються відповіді на запитання слухачів такого онлайн-навчання.
3. Проект «Допомога замовникам у проведенні державних закупівель» започаткований та функціонує з метою вчасного виявлення та усунення допущених замовниками порушень законодавства при оприлюдненні документів на вебпорталі, у тому числі неправильного визначення предмета закупівлі, зазначення дискримінаційних вимог до учасників процедур закупівель, недотримання вимог форм документів у сфері державних закупівель тощо.
4. Щороку редакція проводить новорічну акцію: на кожні чотири гривні від продажу одного екземпляра журналу редакція купує та передає новорічні подарунки дітям-сиротам Центру соціально-психологічної реабілітації дітей служби у справах дітей Чернігівської обласної державної адміністрації та Черешенської загальноосвітньої школи-інтернату для дітей-сиріт, дітей, позбавлених батьківського піклування, напівсиріт, дітей з багатодітних, малозабезпечених та неблагонадійних сімей.

## Відзнаки
1. Подяка ДПІ в Печерському районі в м. Києві Державної податкової служби колективові журналу «Радник в сфері державних закупівель» за формування високої податкової культури в суспільстві, вручена 2012 року.
2. Подяка міністра доходів і зборів України О.В. Клименка редакції журналу «Радник в сфері державних закупівель» за своєчасне та об’єктивне висвітлення діяльності Міністерства доходів і зборів України, вручена 2013 року.
3. Подяка від ДПІ в Солом’янському районі ГУ Міндоходів у м. Києві колективу інтернет-видання «Радник в сфері державних закупівель» за активну участь у діяльності, популяризацію завдань та здобутків органів Міністерства доходів і зборів України, підвищення культури та свідомості громадян з податкових та митних питань, вручена 6 червня 2014 року.
4. Подяка від голови Комісії з проведення реорганізації ДПІ в Печерському районі м. Києва колективу журналу «Радник в сфері державних закупівель» за тісну й багаторічну співпрацю з органами податкової служби, допомогу та розуміння у справі державотворчої розбудови, сприяння зміцненню авторитету та позитивному іміджу податкової служби України.

## Назва
Радник у сфері публічних закупівель 